# Каракуль (озеро, Кош-Агачский район, Мухор-Тархатинское сельское поселение)
Каракуль — озеро на юго-востоке Республики Алтай, Кош-Агачского района. Расположено на восточной окраине Южно-Чуйского хребта на высоте 2521 м над уровнем моря у подножия горы Кулунбажи.

## Этимология
Как другие озёра на Горном Алтае, имеющих снеговое и родниковое питание этимология названия выводится от слова алт. Кара — чёрный, в значении «из земли»; и кӧл — озеро. Кара-Кӧл — чёрное, возможно родниковое озеро.

## Описание
Котловина, в которой расположено озеро, окружена заболоченными склонами Южно-Чуйского хребта. Озеро питается вытекающими из этих болот ручьями. Из озера вытекает единственная река Нарын-Кол, которая в свою очередь впадает в реку Каланегир.